# Amthor Schwallenberg
Amthor Schwallenberg (* nach 1552 in Stettin; † 10. August 1623 in Leipzig) war ein deutscher Mediziner und Hofarzt, bekannt durch seine Dienste an den kursächsischen Höfen und als Enkel des berühmten Leibarztes Heinrich Stromer.

## Leben und berufliche Laufbahn
Amthor Schwallenberg wurde in Stettin geboren, wo sein Vater als fürstlich-pommerscher Rat tätig war. Seine Familie könnte auf die Burg Schwalenberg zurückgehen, die zwischen Höxter und Bad Pyrmont liegt. Nach der Heirat seiner Eltern im Jahr 1553/54, wird dieses Jahr als sein frühestes mögliches Geburtsjahr angenommen.
1574 immatrikulierte sich Schwallenberg an der Universität Leipzig. Am 12. November 1588 erhielt er seine Bestallung als Hofarzt und diente zwischen 1588 und 1590 als Leibarzt. Am 12. November 1590 trat er offiziell in den Dienst von Kurfürst Christian I. von Sachsen. Während der Reisen mit dem Kurfürsten, der Kurfürstin oder den Kindern, hatte Schwallenberg Anspruch auf freien Transport und Verpflegung mit den Mitgliedern der Kanzlei. Sein Aufgabenbereich umfasste die Behandlung der kurfürstlichen Familie und der Räte, jedoch mit der Einschränkung, dass dies nicht für ansteckende Krankheiten galt.
Amthor Schwallenberg verstarb am 10. August 1623 in Leipzig, kurz vor der ersten Belagerung der Stadt durch General Tilly im Dreißigjährigen Krieg und wurde dort auch begraben.

## Familie
Amthor Schwallenberg war der Enkel des bekannten Leibarztes Heinrich Stromer und ein Neffe von Caspar Neefe. Sein Vater war Dr. jur. Amthor Schwallenberg, ein pommerscher Rat, der 1569 verstarb. Seine Mutter war Regina Stromer (1531–1606).
Schwallenberg heiratete Susanne, die Tochter seines Kollegen und Leibarztes Sigismund Kohlreuter. Seine Frau starb jedoch ein halbes Jahr nach der Geburt ihrer Tochter Catharina im Jahr 1593. Catharina Schwallenberg (1593–1638) blieb auf Wunsch ihres Vaters hin ledig und floh während des Angriffs Wallensteins auf Leipzig über Erfurt nach Alten Stettin zu Verwandten.